# Anglès
Anglès este o localitate în Spania în comunitatea Catalonia în provincia Girona. În 2006 avea o populație de 5.211 locuitori.

## Personalități născute aici
- Remedios Varo (1908 - 1963), pictoriță.